# بوبینی
بوبینی (به فرانسوی: Bobigny) شهری در شهرستان سن-سن-دونی (Seine-Saint-Denis) در ناحیه ایل-دو-فرانس (Île-de-France) با جمعیت ۴۷٬۸۰۶ نفر در کشور فرانسه واقع شده‌است